# Fenix-Deceuninck/Saison 2025
Diese Liste beschreibt die Mannschaft und die Siege des Radsportteams Fenix-Deceuninck in der Saison 2025.

## Mannschaft
| Teamkader 2025             | Teamkader 2025     | Teamkader 2025         | Teamkader 2025                           |
| Name                       | Geburtsdatum       | Land                   | Vorheriges Team                          |
| -------------------------- | ------------------ | ---------------------- | ---------------------------------------- |
| Ceylin del Carmen Alvarado | 6. August 1998     | Niederlande            | Fenix-Deceuninck (2024)                  |
| Sara Casasola              | 29. November 1999  | Italien                | Hess Cycling Team (2024)                 |
| Millie Couzens             | 29. Oktober 2003   | Vereinigtes Königreich |                                          |
| Julie De Wilde             | 8. Dezember 2002   | Belgien                | Fenix-Deceuninck (2023)                  |
| Yara Kastelijn             | 9. August 1997     | Niederlande            | Fenix-Deceuninck (2023)                  |
| Puck Pieterse              | 13. Mai 2002       | Niederlande            | Fenix-Deceuninck (2023)                  |
| Pauliena Rooijakkers       | 12. Mai 1993       | Niederlande            | Canyon-SRAM Racing (2023)                |
| Carina Schrempf            | 16. Oktober 1994   | Österreich             |                                          |
| Christina Schweinberger    | 29. Oktober 1996   | Österreich             | Multum Accountants (2022)                |
| Marthe Truyen              | 30. September 1999 | Belgien                | Fenix-Deceuninck (2023)                  |
| Aniek van Alphen           | 1. Februar 1999    | Niederlande            | Fenix-Deceuninck Continental (2023)      |
| Xaydée Van Sinaey          | 16. Mai 2005       | Belgien                | Fenix-Deceuninck Development Team (2024) |
| Cecilia van Zuthem         | 27. November 2003  | Niederlande            | WV Schijndel (2022)                      |
| Annemarie Worst            | 19. Dezember 1995  | Niederlande            |                                          |
| Inge van der Heijden       | 12. August 1999    | Niederlande            | Fenix-Deceuninck (2023)                  |
| Flora Perkins              | 16. September 2003 | Vereinigtes Königreich | Fenix-Deceuninck Continental (2023)      |
| Evy Kuijpers               | 15. Februar 1995   | Niederlande            | Human Powered Health (2022)              |
|                            |                    |                        |                                          |
| Quelle: ProCyclingStats    |                    |                        |                                          |

## Siege
| Siege | Siege  | Siege | Siege  | Siege  | Siege |
| Datum | Rennen | Staat | Klasse | Sieger |       |
| ----- | ------ | ----- | ------ | ------ | ----- |

## UCI-Weltranglisten-Platzierungen
| UCI-Ranking | UCI-Ranking | UCI-Ranking | UCI-Ranking |
| Fahrer      | Fahrer      | Land        | Punkte      |
| ----------- | ----------- | ----------- | ----------- |